# Octavian Popescu (calciatore 1938)
Octavian Popescu (Bucarest, 25 aprile 1938) è un allenatore di calcio ed ex calciatore rumeno, di ruolo centrocampista.

## Palmarès

### Giocatore
- Campionato rumeno: 2

Dinamo Bucarest: 1963-1964, 1964-1965
- Coppa di Romania: 1

Dinamo Bucarest: 1963-1964